# نوک‌بزرگ‌های زرین‌بال
سردهٔ نوک‌بزرگ‌های زرین‌بال (نام علمی: Rhynchostruthus) گروه کوچکی از سهره‌ها در خانواده سهرگان راستین است. این پرندگان آوازخوان جذاب، درشت، میان‌جثه و نوک‌ستبر هستند که محدود به مناطق جنوبی عربستان و شمال سومالی هستند.
این پرندگان گریزان معمولاً بین ۱۰۶۰ تا ۲۸۰۰ متر از سطح دریا در وادی‌های جنگلی و مناطق بوته‌ای یافت می‌شوند. به نظر می‌رسد که میوه‌های ارس، آکاسیا و فرفیون بخش عمده‌ای از رژیم غذایی آنها را تشکیل می‌دهند.
این سرده شامل یک گونه واحد به نام Rhynchostruthus socotranus بود. به‌تازگی اغلب به سه گونه تقسیم می‌شود:
- نوک‌بزرگ زرین‌بال سقطرا، Rhynchostruthus socotranus
- نوک‌بزرگ زرین‌بال عربی، Rhynchostruthus percivali
- نوک‌بزرگ زرین‌بال سومالی، Rhynchostruthus louisae